# Кожухово (Московська область)
Кожухово (рос. Кожухово) — село у Можайському районі Московської області Російської Федерації.

## Розташування
Село Кожухово входить до складу міського поселення Можайськ. Воно розташоване на схід від Можайська. Найближчі населені пункти: селище імені Дзержинського, Строїтель, Рильково, Шиколово. Найближча залізнична станція — Кукарінська.

## Населення
Станом на 2006 рік у селі проживало 33 особи, а в 2010 — 51 особа.